# 鉄道企業体スロバキア
鉄道企業体スロバキア（てつどうきぎょうたいスロバキア、Železničná spoločnosť Slovensko, a.s., 略称：ZSSK）は、スロバキアの国有企業。2002年にスロバキア国鉄 (ŽSR) の列車運行事業を継承した鉄道企業体株式会社 (Železničná spoločnosť, a.s., ZSSK) の再分社化（2005年1月1日）にともない、同社の旅客列車運行事業を継承している。

## 概要

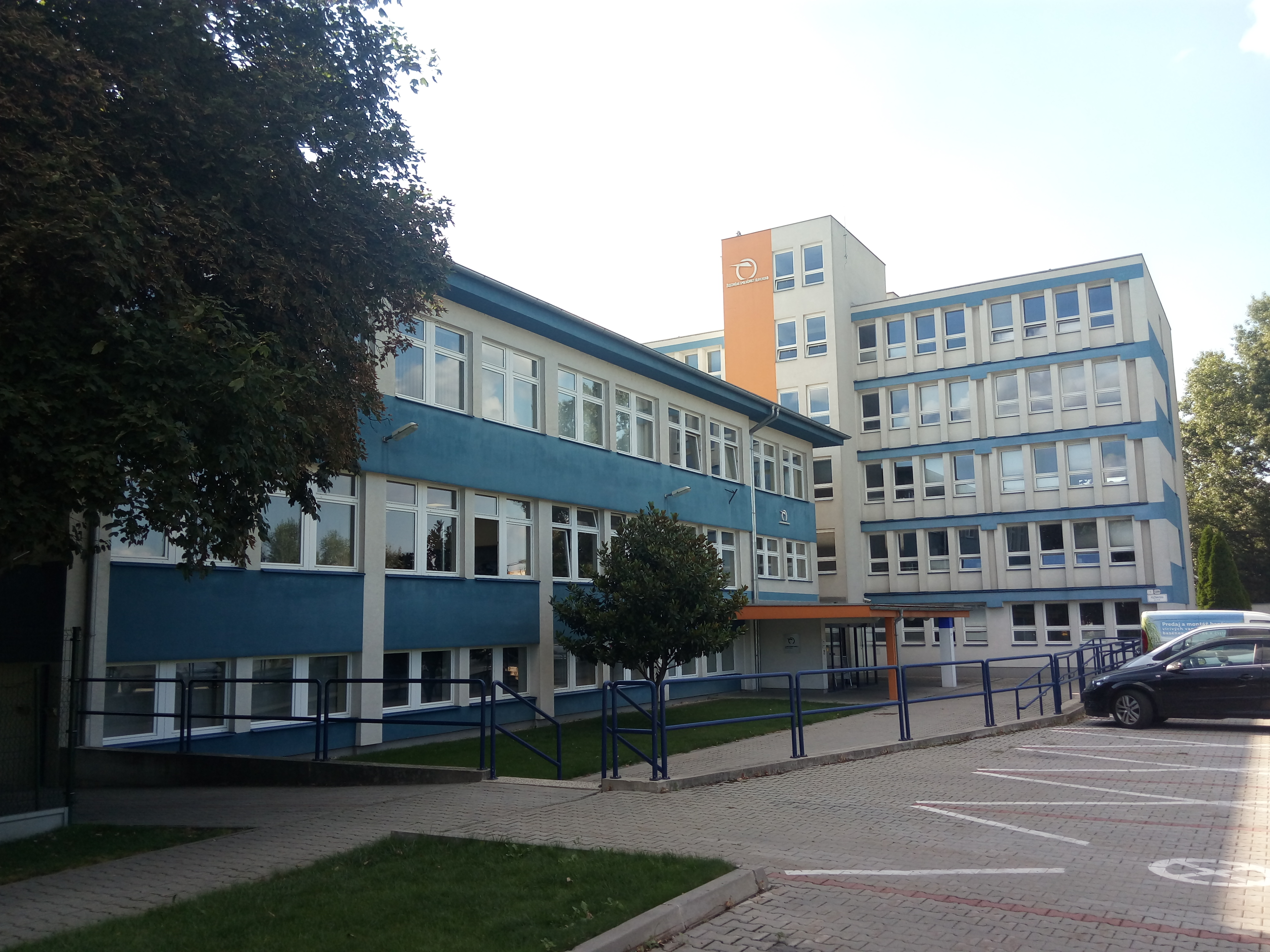
本社

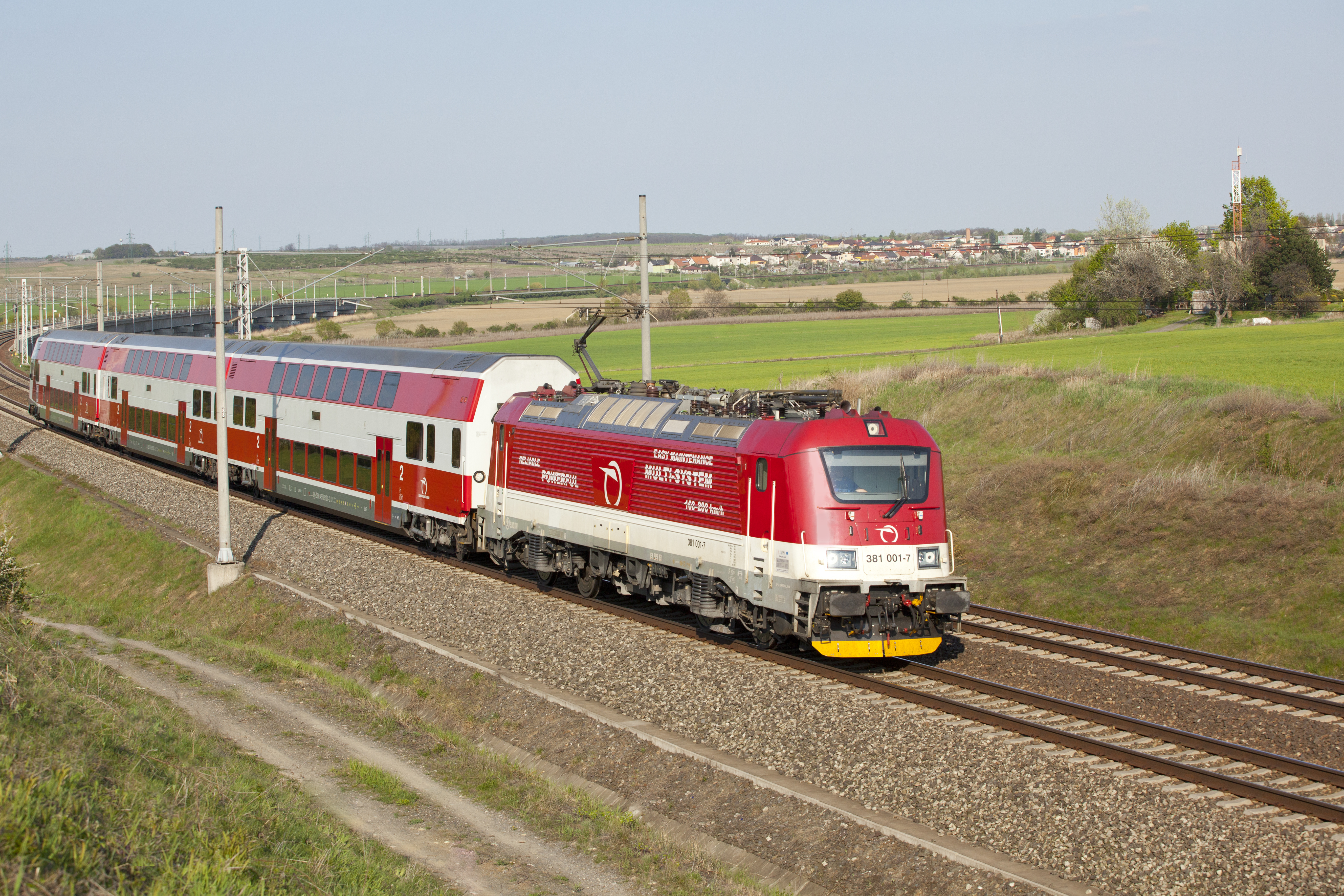
381形交直流電気機関車（2011年製造初年）とプッシュプル運転用951系電車（951形制御客車+051形付随客車）。951系は全車ノヴェーザームキ機関区に配置されブラチスラヴァ中央駅を中心とする近郊列車として運用

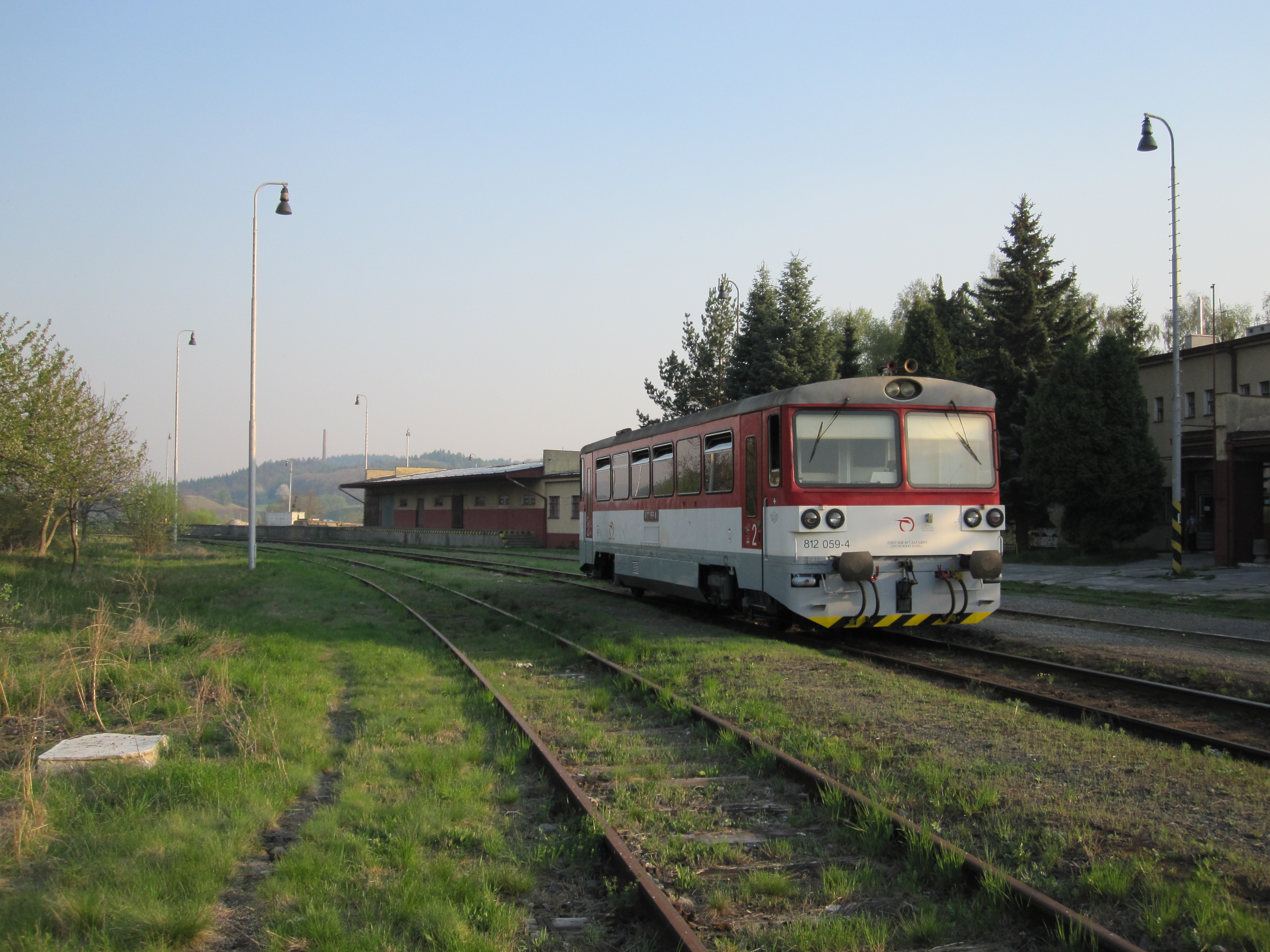
合理化が進む地方線区（バンスカーシュチアウニツァ鉄道駅）

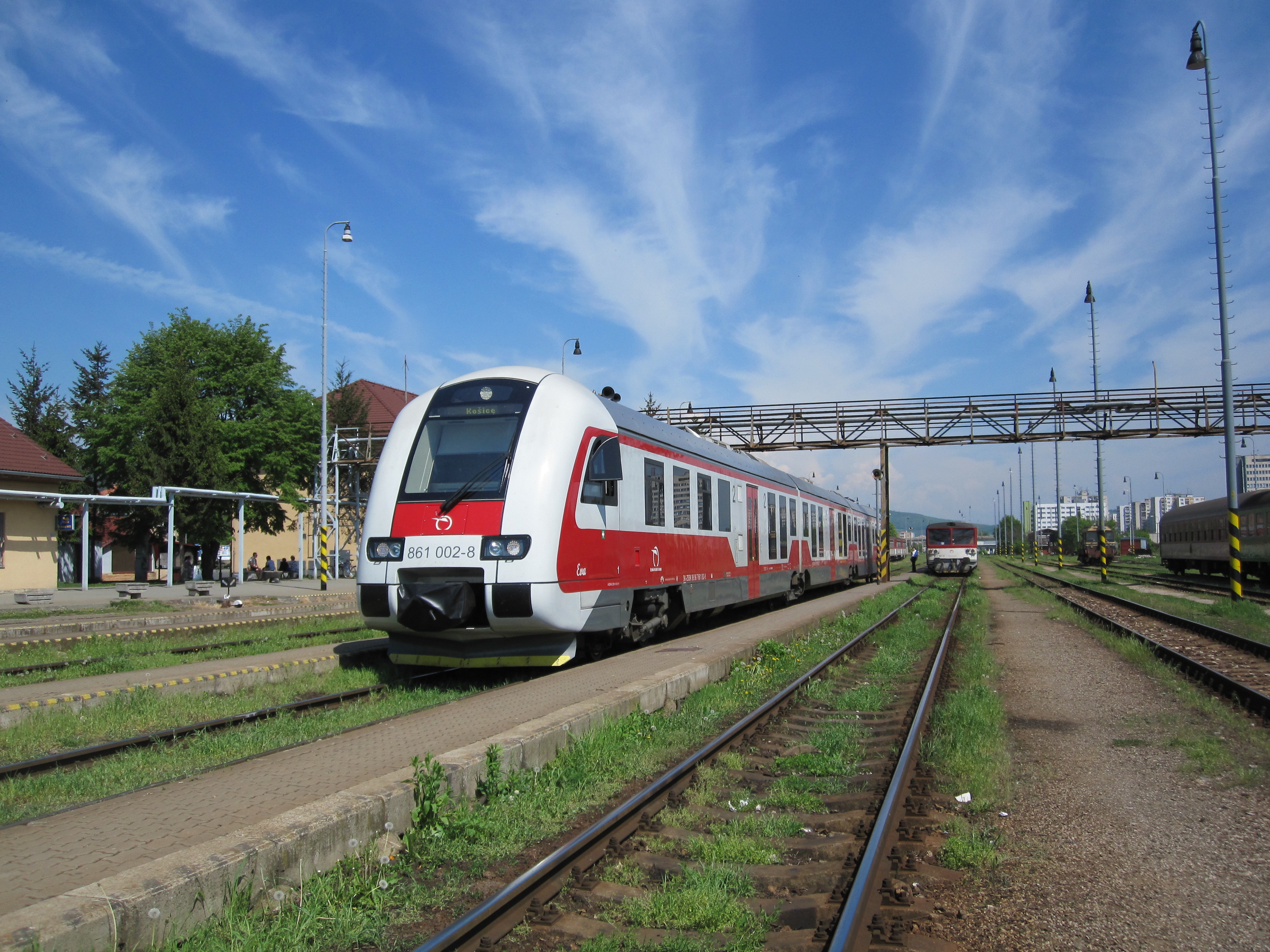
国産の861系ディーゼル動車（フメンネー鉄道駅）

鉄道企業体株式会社（旧ZSSK）の貨物部門売却に備えて2005年1月1日に行われた再分社化に伴い、スロバキア共和国政府決議2004年第662号（2004年7月7日）に基づき同社の旅客鉄道事業を承継するために発足した国有の株式会社である。
2015-2016年度ダイヤにおける同社旅客列車の総運行本数は1,455本/日で、スロバキア国鉄線のうち47路線で運行している（隣国国鉄系事業者による国際運用区間を含む）。内訳はスーパーシティ (SuperCity) 2本、ユーロシティ (EuroCity) 22本、急行列車 (Expresný vlak) 27本、区間急行 (Regionalný expres) 136本、ユーロナイト (EuroNight) 6本、高速 (Rýchlik) 45本、区間高速 (Regionálny rýchlik) 13本、旅客列車 (Osobný vlak: 各駅停車列車) 1,185本。同年度ダイヤではインターシティ (InterCity) が一時廃止されたが、翌2016-2017年度ダイヤで復活した。
またオーストリア連邦鉄道（ÖBB, オーストリア）が中心となって運行している新しい国際優等列車レイルジェットについては、2014年11月にチェコ鉄道保有編成がスロバキア国鉄の主要幹線で走行試験を行ったあと、2018年12月よりÖBB保有編成を用いてZSSKがブラチスラヴァ中央 - ブラチスラヴァ＝ペトルジャルカ間の運行を担当する形でブラチスラヴァ中央-チューリヒ間の運行を開始した。
運行本数が特に多い主要路線は、ブラチスラヴァ - ズヴォレンおよびズヴォレン - ジリナ、ズヴォレン - コシツェ間とブラチスラヴァ - プリエヴィジャ間。2010年における列車運行の正確度（主要駅間遅延5分以内）は94.83％で、国際列車運行の正確度（国境での遅延5分以内）は83.01％であった。近年は速達性の向上を図っており、2015-2016年度ダイヤではブラチスラヴァ - バンスカービストリツァ間の所要時間を2時間以内とした。またスロバキア国鉄が保有する狭軌地方線であるタトラ電気鉄道およびシュトルブスケープレソ - シュトゥルバ間ラック式鉄道の運行も行っている。

### 経営の現状
スロバキア国内の旅客鉄道輸送は、1990年代に発達した稠密な民間バス網にシェアを奪われたほか、近年は経済発展に伴って自家用車が急速に普及したため、ローカル輸送を中心に大きく減少し続けている。スロバキア国鉄時代の2001年に6347万3000人あった旅客輸送実績は、2003年に5127万4000人に減少。現ZSSK発足初年の2005年には初めて5000万人台を割り込み、2006年は5年前を25.9％下回る4702万1000人にとどまっている。
このため、経営改善を目的に人員整理や地方線など閑散線区の運行休止、列車本数削減などの急激な合理化が進められた結果、労働者側と当局との対立も深まり、2006年夏の総選挙で新政党スメル (SMER) が第1党となる背景ともなった。またZSSK当局は、スロバキア国鉄に支払う路線使用料が欧州諸国に比べて高額で、ZSSKの営業経費の15%を占めている現状を問題視している。
利用率の高い幹線系優等列車の客車については、スロバキア国鉄時代の1990年代からEU水準並みの更新工事を行うとともに、2008年以降、新造客車の投入を継続しており、体質改善が著しく進んでいる。2006年12月からはチェコ鉄道680系電車によるスーパーシティを、2018年12月からはÖBBレイルジェット用客車編成によるレイルジェットエクスプレスを、それぞれ国内区間の運行を担当する形で共同運行している。
一方、地方都市の近郊輸送についても、2010年夏からジリナ、トレンチーン、コシツェなどの近郊区間にチェコ・シュコダ車両製総2階建て交直流電車671系（愛称「ヤーノシーク」）を投入しているほか、2012年にかけて新型の381形交直流電気機関車および671系電車と同型のプッシュプル運転用951系電車による区間急行列車や、ŽOSウルートキ (ŽOS Vrútky) 製の低床式国産3両固定編成ディーゼル動車861系の営業運転を開始するなど、積極的な体質改善が進行中である。

### 民間事業者との競合
旧ZSSKが運行休止したブラチスラヴァ県内の地方線区におけるローカル列車の運行を一時手がけたブラチスラヴァ地域鉄道線企業体（BRKS, 2011年破産）が旅客輸送事業から撤退したのち、周辺諸国の国有会社による乗り入れ列車を除きスロバキア国鉄線で旅客列車を運行する唯一の事業体だったが、チェコのレギオジェット株式会社 (RegioJet, a.s.) が2010年にスロバキア運輸郵政通信省（当時）と9年間の旅客列車運行契約を締結し、2012年3月からブラチスラヴァ - コマールノ鉄道線においてプラハ中央駅とブラチスラヴァ中央駅を結ぶチェコ - スロバキア間国際優等列車の運行を開始した。さらにチェコのレオエクスプレス株式会社 (LEO Express, a.s.) も、チェコ国内で運行していたプラハ - オストラヴァ間の優等列車を延長運行する形でスロバキア国鉄線での運行に参入した。
2018年現在は昼行がプラハ中央 - ブルノ - ブラチスラヴァ中央（レギオジェット）、プラハ中央 - オストラヴァ - ジリナ - ポプラト - コシツェ（レギオジェット社）およびプラハ中央 - オストラヴァ - ジリナ - ポプラト - コシツェ - プレショウ（レオエクスプレス社）で、夜行がプラハ中央 - オストラヴァ - ジリナ - ポプラト - コシツェ - フメンネー（レギオジェット社）で、それぞれZSSKと競合している。

### ロシアのウクライナ侵攻（2022年）への対応
2022年2月24日に始まったロシア軍によるウクライナ侵攻にあたって、ZSSKは2月26日、チェコの貨物・旅客列車運行事業者でドイツ鉄道 (DB) グループのアリーヴァ列車有限責任会社 (Arriva vláky, s.r.o.) が運行したオストラヴァ（チェコ）発チョプ（ウクライナ）行き臨時列車の運行支援を行った。同列車は医療・衛生用品、寝袋、毛布、その他の資材をウクライナ側に提供するもので、翌27日に運行された折り返しのチョプ発プラハ経由プルゼニュ行き臨時列車で数百人のウクライナ難民をチェコに輸送した。

## 保有車両

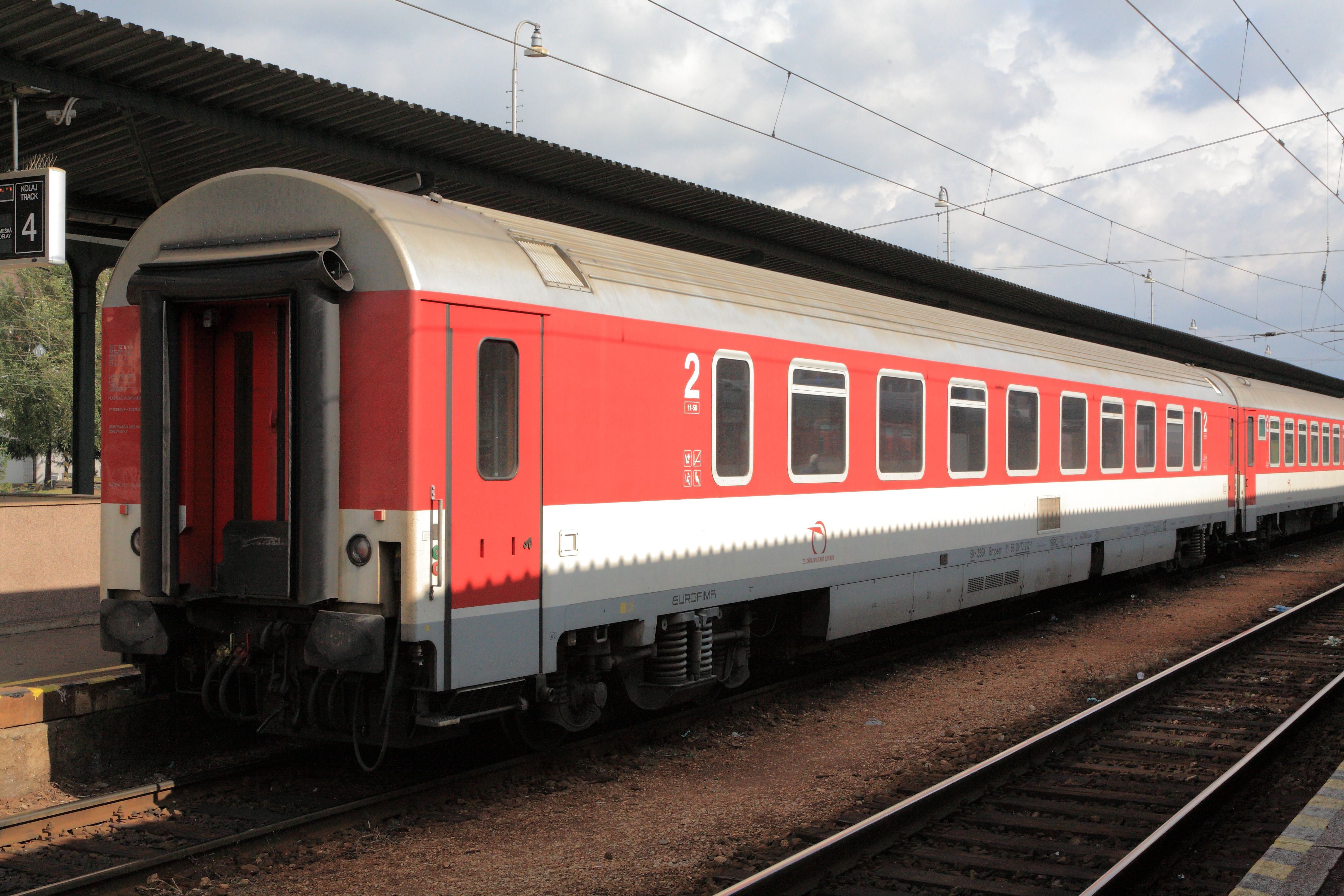
2008年 - 2012年新製の高速用Bmpeer形二等客車

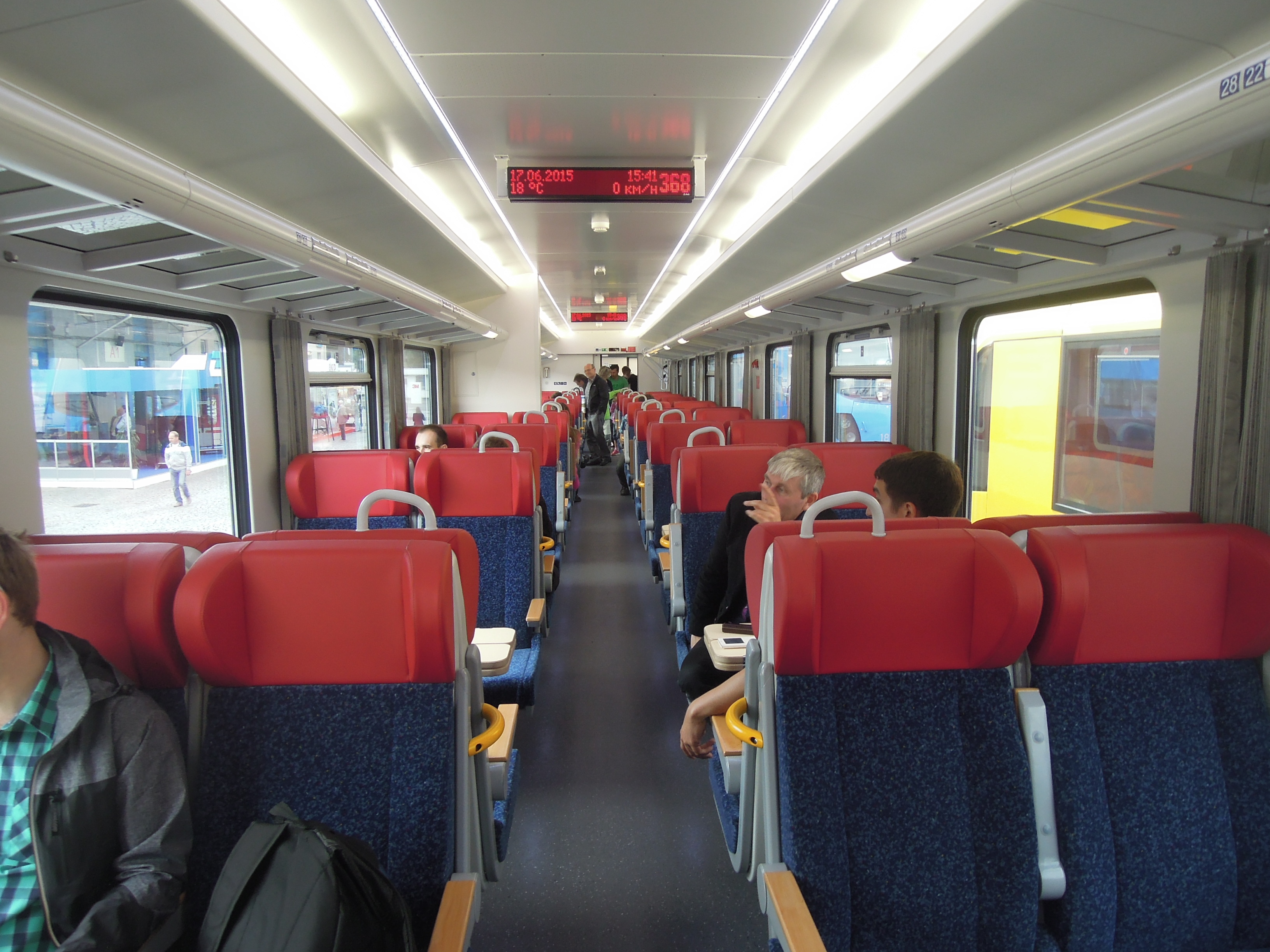
2014年 - 2015年新製のBdmpeer形二等客車の車内

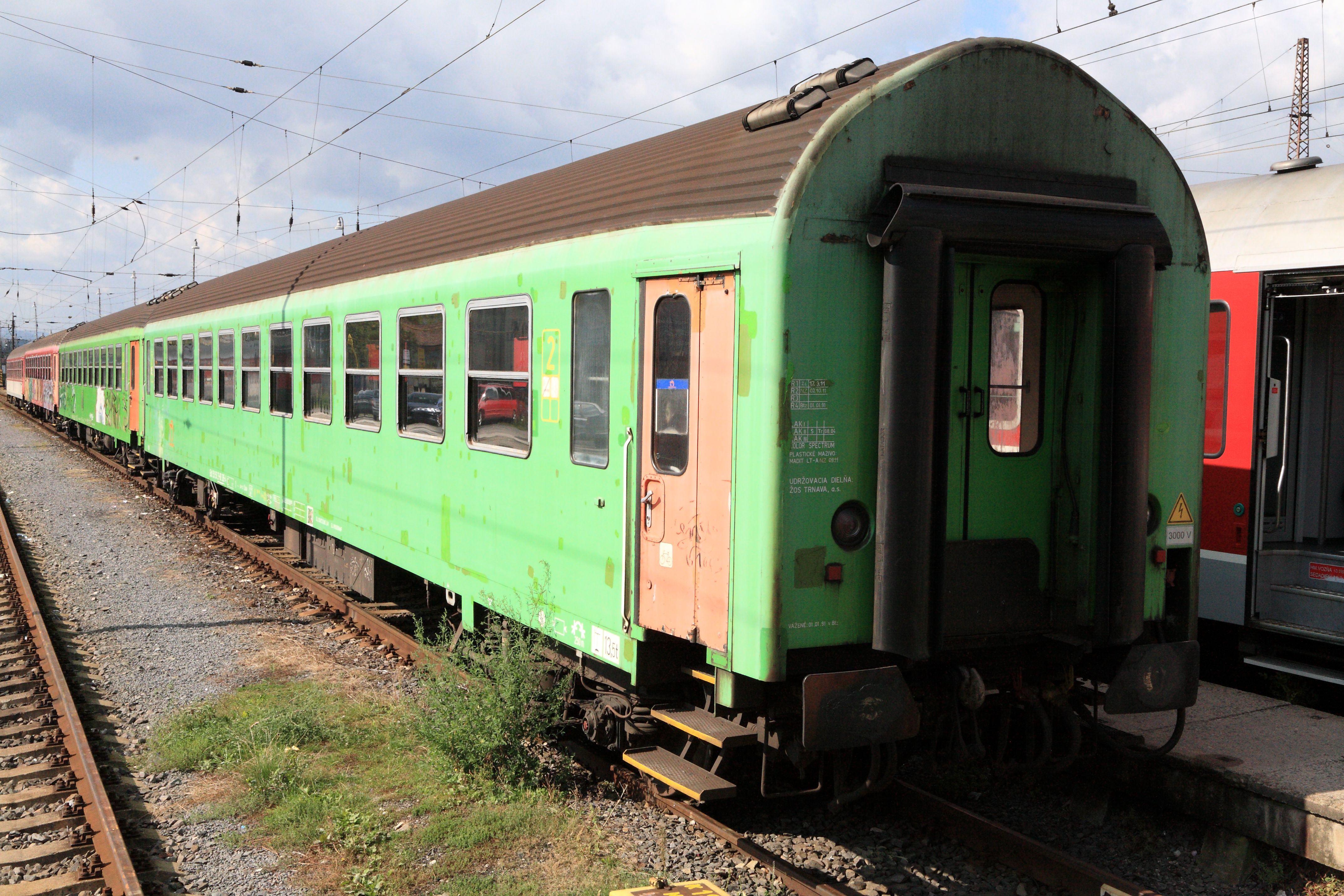
旅客列車用客車の旧塗色

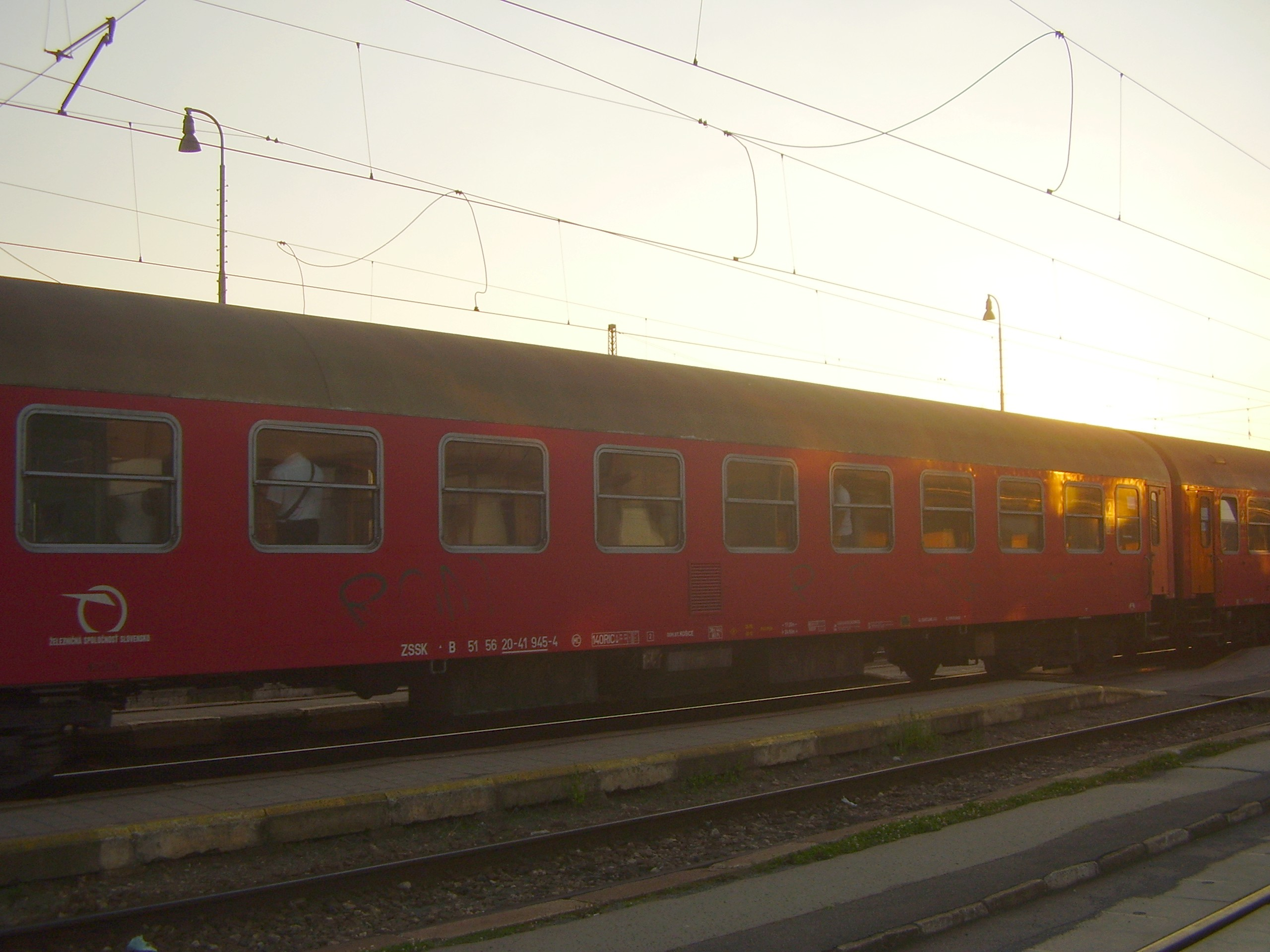
高速用客車の旧塗色

スロバキア国鉄から継承したチェコスロバキア国鉄時代の車両およびその更新車がほとんどを占める。2007年現在の標準軌用機関車は、電気機関車146両（直流機45両、交流機55両、交直流機46両）、ディーゼル機関車50両（すべて電気式）。狭軌用機関車は蓄電池機関車1両、ディーゼル機関車5両。電車は標準軌用近郊形120両（直流電車80両、交流電車40両）、狭軌用51両（うちラック式電車3編成6両）。気動車は203両で、このうち191両が1973年以降に大量投入された標準形レールバス810形とその更新車であった。
スロバキア国鉄時代の2000年にはŽOSウルートキがスイス・スタッドラーなどと共同企業体を組んで製造した狭軌用低床電車425.9系、旧ZSSK時代の2003年には同じ共同企業体による標準軌用低床気動車840系を導入し、有名観光地として国内外で人気が高まっている中北部のタトラ山脈一帯の路線に投入している。
広軌用を含む客車は1263両を保有（2007年12月末現在）。旅客列車用客車（vozne osobných vlakov, 二等車のみ）、高速用客車（rýchlikové vozne, 一等車および二等車）の二種類に大別され、大半が旧東欧圏標準型のOSShD規格車両である。1980年代新製車を対象に、1996年からŽOSウルートキおよびŽOSトルナヴァ (ŽOS Trnava) で、アコモデーションをEU水準に揃えた新製車同等のものにし、最高速度を140 - 160 km/hに向上させる大規模な更新工事が実施された。
現ZSSK発足後、2008年から2012年までの4年間を計画期間とする車両の近代化プロジェクトが実施された。継続実施した客車更新工事の内容グレードアップ化に加え、ユーロフィマ融資を受けたUIC-Z規格準拠の新形高速列車用客車の導入、既存810形ディーゼル動車に空調装備・車いす対応などとした813系ディーゼル動車の更新改造、1971年から1978年にかけて導入された近郊用の460系直流電車・560系交流電車置き換え用の2階建て671系交直流電車の導入、162形直流電気機関車（最高速度140 km/h）と363形交直流電気機関車（同120 km/h）の台車振り替えによる交直流機の高速化（363形→362形、162形→163.1形）などの大規模な近代化が行われ、プロジェクト終了後も新製客車の投入が継続している。

### 塗色
鉄道企業体（旧ZSSK）発足当初、客車塗色はスロバキア国鉄時代に制定された旅客列車用客車＝ライトグリーン、高速用客車＝ワインレッド、寝台車＝ダークブルーの規定色を承継したが、国鉄時代にあった車体腰部の3本の白線は廃して塗装工程を簡略化した。また電気車は、電車を含めてチェコスロバキア国鉄規定色を承継し、電気方式に応じた直流＝緑、交流＝赤、交直流＝青の各色を基調とした塗色としていた。
鉄道企業体スロバキア（現ZSSK）発足の2005年、ブラチスラヴァのデザイン事務所、スタジオ001有限責任会社 (Studio 001, s.r.o.) が策定した赤・白・灰色の新しい規定色が採用され、車種を問わず既存の全車両を対象に塗色変更を行った。新規定色導入後の新製車両については、塗り分けパターンのみ形式ごとに変えているものの、配色は規定色に準じている。

## 列車種別

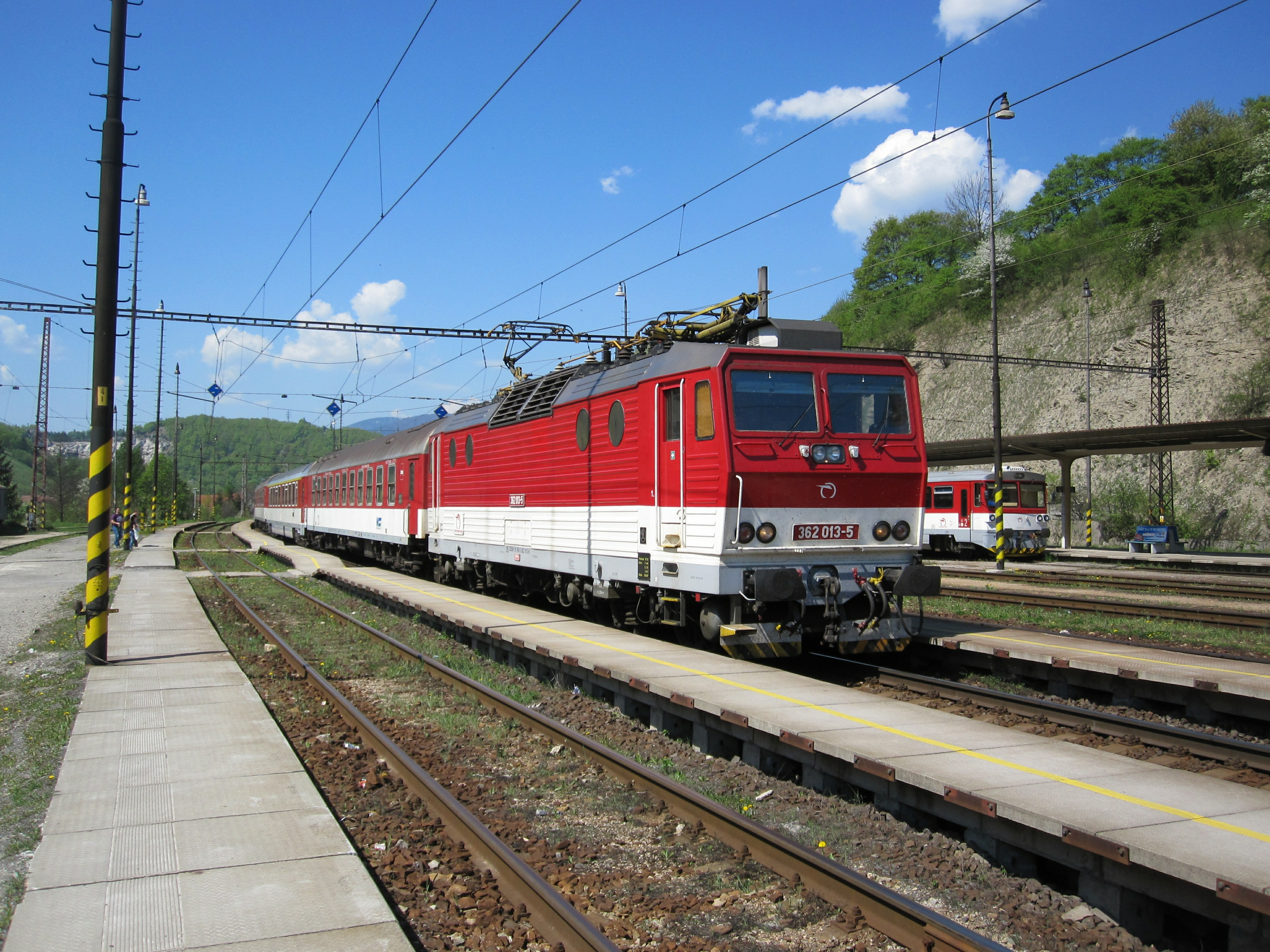
クラリョヴァニ鉄道駅を通過する362形交直流電気機関車牽引のブラチスラヴァ中央発コシツェ行きIC505列車「タトラン」。362形は台車振り替えで高速化された旧363形（2012年）

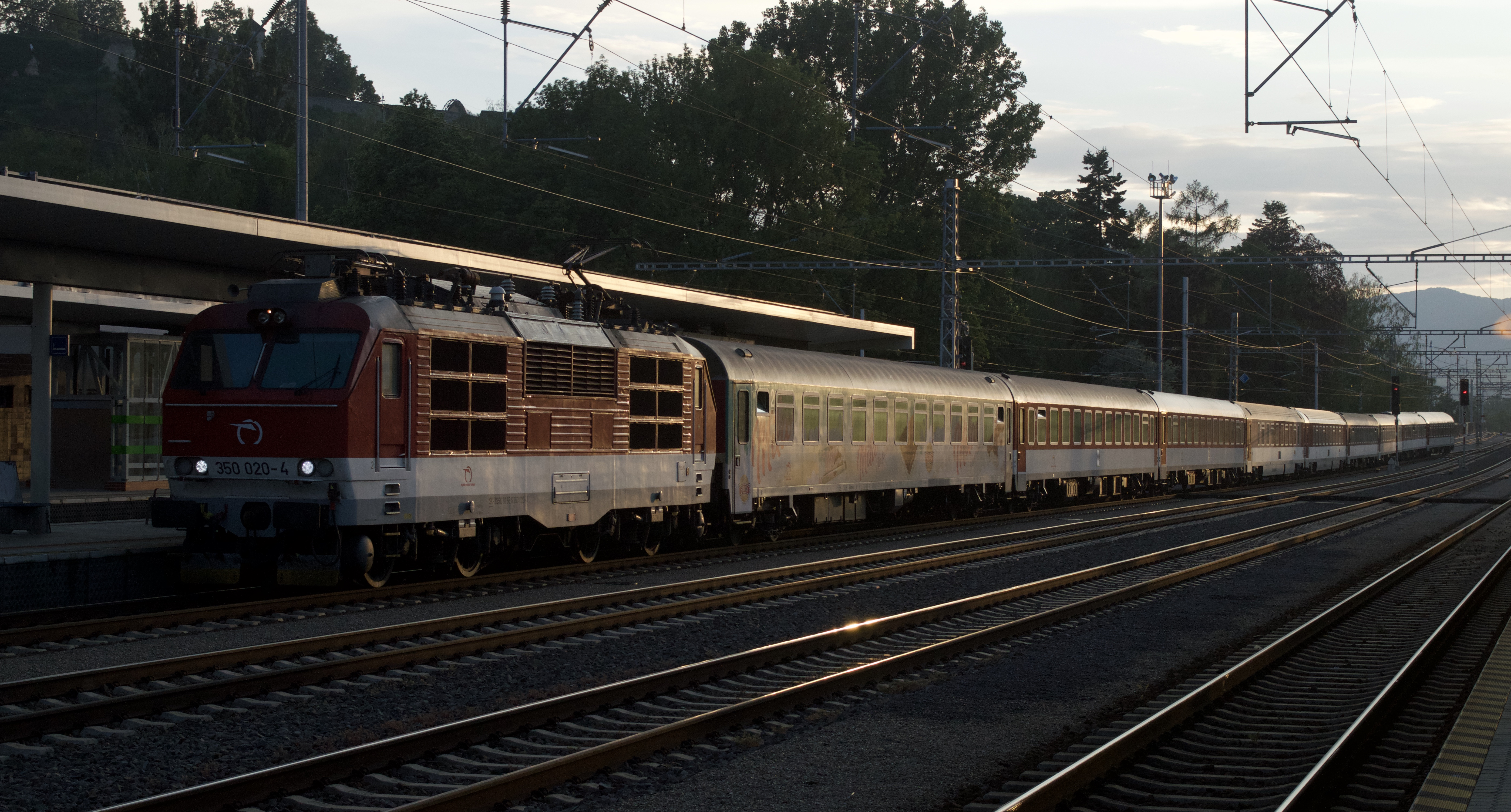
トレンチーン鉄道駅に進入する350形交直流電気機関車牽引のブラチスラヴァ中央発コシツェ行きR613列車「ルジーン」（2018年）

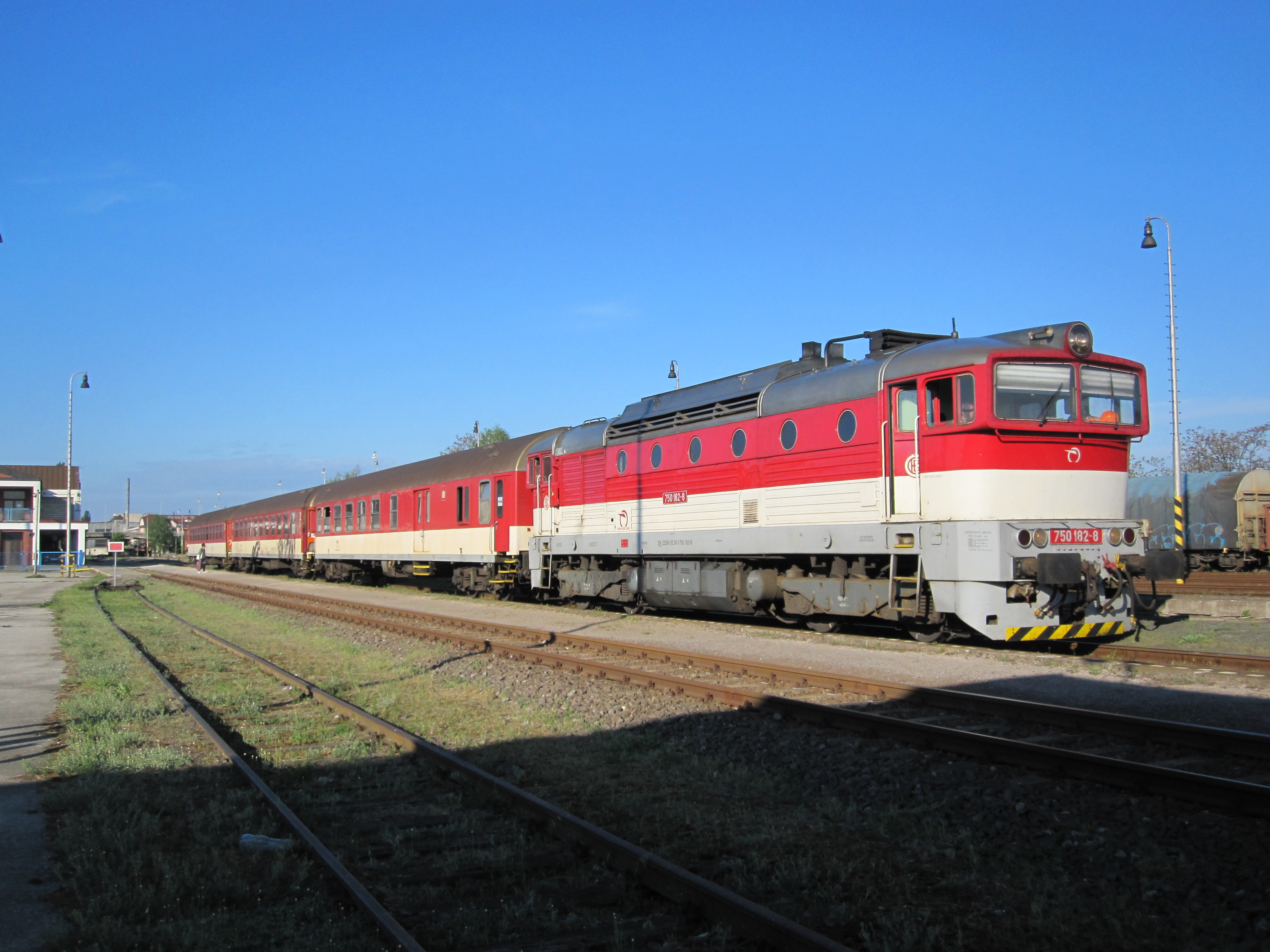
トポリュチャニ鉄道駅で発車を待つ750形ディーゼル機関車牽引のプリエヴィジャ行きOs5043列車（2012年）

ZSSKが運行する旅客列車の列車種別は次の通り。
- Railjet xpress（RJX, レイルジェットエクスプレス）運行区間：ブラチスラヴァ中央 - ウィーン中央 - チューリッヒ間
特・一・二等国際優等列車。2018年12月9日改正の2018-2019年ダイヤで運行を開始した。ÖBBが保有するレイルジェット専用のシーメンス製ヴィアッジオ・コンフォルト形客車と同社の1116形複電気式交流電気機関車を使用し、ウィーンにあるÖBBの訓練センターで1116形電気機関車操縦資格を得た機関士がスロバキア国鉄線区間を乗務する。一等車、二等車のほか、特等の「ビジネス」(Business) を設けており、全等級で特別サービスがある。事前の座席指定予約を行わなくても乗車することができる。
- InterCity（IC, インターシティ）運行区間：ブラチスラヴァ中央 - ジリナ - コシツェ間
一・二等都市間連絡優等列車。「IC列車に関するZSSK輸送規則」(Prepravný poriadok ZSSK pre IC vlaky) により特別料金が設定されている。全席指定で両等級とも特別サービスがある。2016年1月にいったん種別消滅したが同年12月に復活した。公共交通サービスの域を越えた商業運行列車として、ZSSKは本種別列車の運行に対する国庫補助金を受けていない。
- SuperCity（SC, スーパーシティ）運行区間：プラハ中央 - ジリナ - コシツェ間
一・二等国際優等列車。チェコスロバキア時代から続くチェコ - スロバキア間長距離優等列車を受け継ぐもので、チェコ鉄道との共同運行。車両はチェコ鉄道680系電車を使用。途中駅の停車時分は5分以内と定められている。本種別の料金には国外にまたがって乗車する場合の割引制度が適用されており、国内区間のみ乗車の場合は座席指定料金を含む追加料金が必要。全席指定でポーターサービスを含む特別サービスがある。
- EuroCity（EC, ユーロシティ）
一・二等国際優等列車。本種別の料金には国外にまたがって乗車する場合の割引制度が適用されており、国内区間のみ乗車の場合は1ユーロの追加料金が必要。全席自由で事前座席指定も可能。一等車のみ特別サービスがある。
- EuroNight（EN, ユーロナイト）
昼行のユーロシティ列車に準ずる一・二等国際夜行優等列車。追加料金なしで国内区間のみ乗車も可能。全席指定で一等車はすべて寝台車。
- Expres（Ex, 急行）
国内および国際運行の一・二等長距離優等列車。国内外区間とも追加料金なしで乗車可能。全席自由で事前座席指定も可能。
- Rýchlik（R, 高速）
国内幹線および地方線区の一・二等長距離列車。全席自由で事前座席指定も可能。
- Regionálny rýchlik（RR, 区間高速）
国内幹線および地方線区の一・二等長距離列車。高速列車よりも短区間またはより多くの停車駅をもつ列車に与えられる種別。全席自由で事前座席指定も可能。
- Regionálny expres（REX, 区間急行）
国内地方間連絡または国境連絡の二等列車。原則として高速列車より多くの停車駅をもつ。国内運賃が適用され、地域割引を使用することができる。通常二等車のみで全席自由、事前座席指定も可能。ウィーン中央（旧・ウィーン南）- ブラチスラヴァ＝ペトルジャルカ間でÖBBが運行している都市間連絡列車の種別 (RegionalExpress) を由来とし、2015-2016年ダイヤでZSSK運行の国内すべての快速列車 (Zrýchlené vlaky) が区間急行列車に改称された。
- Zrýchlené vlaky（Zr, 快速列車）
定期列車種別としては区間急行 (REX) の前身で、2015-2016年ダイヤ (GVD 2015/2016) でいったん種別消滅したが、2020年夏季において観光用季節運行列車の種別として使用された。
- Osobné vlaky（Os, 旅客列車）
各駅停車の二等列車で、国内運賃が適用され、地域割引を使用することができる。二等車のみで全席自由、事前座席指定はできない。
- Súpravový vlak（Sv, 編成列車）
非営業の回送列車。
- Rušňový vlak（Rv, 機関車列車）
機関車のみを単機または重連で回送する列車。